# مجموعة الميثيل داين
في الكيمياء، مجموعة الميثيل داين أو ميثيل داين فقط هي جزء متعادل من الجزء (بديل أو مجموعة وظيفية) بصيغة ≡CH، تتكون من ذرة كربون مرتبطة بذرة هيدروجين برابطة فردية واحدة ومرتبطة بباقي الجزيء برابطة ثلاثية. على سبيل المثال، في n-methylidyne-1-hexanaminium, H3C−(CH2)5−N+≡CH
يستخدم أيضًا اسم «ميثيل داين» في ميثيل داين الجذري (كارباين) ⫶CH، نفس الذرتين غير المرتبطتين بأية ذرة أخرى.